# Халистанское движение
Движение Халистан — это сепаратистское движение, стремящееся создать родину для сикхов путем создания этнорелигиозного суверенного государства под названием Халистан (в.-пандж. ਖ਼ਾਲਿਸਤਾਨ) в регионе Пенджаб. Предлагаемые границы Халистана различаются у разных групп; некоторые предполагают, что им должен быть лишь индийский штат Пенджаб, населенный сикхами, в то время как более крупные претензии включают пакистанский Пенджаб и другие части Северной Индии, такие как Чандигарх, Харьяна и Химачал-Прадеш. Шимла и Лахор были предложены в качестве столицы Халистана.
Халистанское движение достигло своего пика в Индии в 1980-х и 1990-х годах. 1980-е и 1990-е годы часто называют мрачными днями в Пенджабе из-за широкомасштабного насилия со стороны как полиции Пенджаба, так и прохалистанских боевиков, поскольку полиция применяла жесткий подход в борьбе с вооруженным повстанческим движением, в то время как боевики также были вовлечены в крупномасштабные убийства. В октябре 1983 года, после убийства боевиками нескольких пассажиров автобуса, бывших индуистами, в Пенджабе было введено чрезвычайное положение, которое продолжалось в течение десяти лет.
В июне 1984 года премьер-министр Индии Индира Ганди приказала провести операцию «Голубая звезда» — индийскую военную операцию по изгнанию прохалистанского воинствующего религиозного лидера Джарнаила Сингха Бхиндранвала и его вооруженных последователей из Золотого храма в Амритсаре, Пенджаб. 31 октября 1984 года Индира Ганди была убита в Нью-Дели двумя своими охранниками-сикхами в отместку за операцию «Голубая звезда». Убийство спровоцировало антисикхские беспорядки 1984 года в Нью-Дели, в которых было убито большое количество сикхов. В июне 1985 года рейс 182 авиакомпании Air India, выполнявший рейс из Монреаля, Канада, по пути в Лондон упал в Атлантический океан в результате взрыва устройства, заложенного прохалистанскими сикхскими террористами; и все пассажиры на борту погибли.
Кроме того, в августе 1995 года главный министр Пенджаба Беант Сингх был убит в результате взрыва террориста-смертника, ответственность за который взяла на себя прохалистанская группа Баббар Хальса. Хотя в более ранний период прохалистанские боевики пользовались некоторой поддержкой среди сикхской общины Пенджаба, эта поддержка постепенно исчезла. В условиях ослабления экономики, сокращения поддержки и усилий индийских сил безопасности к середине 1990-х годов деятельность сикхских сепаратистов прекратилась, и движение не смогло достичь своей цели по множеству причин, включая жесткие полицейские репрессии против сепаратистов, межфракционную борьбу и разочарование среди сикхского населения.